# Northrop Grumman Firebird
Die Northrop Grumman Firebird ist ein Optionally Piloted Vehicle, ein Hybrid aus klassischem Spionageflugzeug und UAV, da es sowohl bemannt als auch unbemannt eingesetzt werden kann.

## Geschichte
Der bei Scaled Composites als Model 355 in Mojave aus Verbundwerkstoffen mit hochgestreckter Tragfläche und Einziehfahrwerk gebaute Prototyp hatte am 9. Februar 2010 seinen Erstflug. Am 9. Mai 2011 stellte Northrop Grumman den Firebird offiziell vor. Ein zweiter, vergrößerter und zweisitziger Prototyp flog am 12. November 2012 zum ersten Mal, wobei eine Geschwindigkeit von 185 km/h erreicht wurde. Dieser als „RO2 Firebird“ bezeichnete Prototyp verfügt für Aufklärungseinsätze über einen zweiten Cockpitplatz für einen Sensoroperateur.
Die Firebird ist aufgrund der zunehmenden US-Staatsverschuldung insbesondere unter dem Aspekt der Kosteneffizienz entwickelt worden, da Einschnitte im Verteidigungsbudget erwartet werden. Die Besonderheit der Maschine liegt darin, dass sie sowohl bemannt als auch unbemannt vom Boden eingesetzt werden kann (Optionally Piloted Aircraft). Darin liegt laut Northrop Grumman die größte Kosteneinsparung, da die Maschine somit für alle anfallenden Aufklärungsmissionen adaptiert werden kann. Die konstruktive Auslegung der Firebird mit doppelten Leitwerksträgern ist dabei derjenigen der Rockwell OV-10 ähnlich, verfügt jedoch über einen einzelnen Druckpropeller am Rumpfheck. Die Ableitung aus der OV-10 soll es ermöglicht haben, die Entwicklungszeit auf unter ein Jahr zu begrenzen.
Die Firebird soll im Rahmen der „Empire Challenge“, die die US-Streitkräfte vom 23. Mai bis zum 3. Juni 2011 abhält, erneut vorgestellt werden.
Bis 2017 sollen insgesamt zehn Maschinen für einen bisher unbekannten Kunden mit einer Rate von zwei Stück pro Jahr hergestellt werden.

## Technische Daten
| Kenngröße             | Daten (einsitzige Variante)               |
| --------------------- | ----------------------------------------- |
| Besatzung             | 1                                         |
| Länge                 | 10,30 m                                   |
| Spannweite            | 19,80 m                                   |
| Höhe                  | 2,96 m                                    |
| max. Startmasse       | 2268 kg                                   |
| Höchstgeschwindigkeit | 370 km/h                                  |
| Dienstgipfelhöhe      | 9144 m                                    |
| Einsatzdauer          | 40 h                                      |
| Triebwerke            | ein Lycoming TEO-540; 350 PS (ca. 260 kW) |
| Bewaffnung (geplant)  | bis zu 560 kg unter den Tragflächen       |